# Bisdom Okigwe
Het bisdom Okigwe (Latijn: Dioecesis Okigvensis) is een rooms-katholiek bisdom met als zetel de stad Okigwe in Nigeria. Het bisdom is suffragaan aan het aartsbisdom Owerri.

## Geschiedenis
De eerste parochies in het gebied werden opgericht in de jaren 1910: Holy Cross (Uturu) in 1912 en St. Columba (Nsu) in 1917. Het bisdom werd opgericht op 24 januari 1981, uit het bisdom Umuahia. 

## Parochies
In 2019 telde het bisdom 109 parochies. Het bisdom had in 2019 een oppervlakte van 1.386 km2 en telde 2.771.300 inwoners waarvan 36,8% rooms-katholiek was.

## Bisschoppen
- Anthony Ekezia Ilonu (24 januari 1981 - 22 april 2006)
- Solomon Amanchukwu Amatu (22 april 2006 - heden)

Owerri (aartsbisdom) · Aba · Ahiara · Okigwe · Orlu · Umuahia